# Castelnuovo di Farfa
Castelnuovo di Farfa là một đô thị ở tỉnh Rieti trong vùng Latium, có khoảng cách khoảng 40 km về phía đông bắc của Roma và cách khoảng 20 km southvề phía tây của Rieti. Tại thời điểm ngày 31 tháng 12 năm 2004, đô thị này có dân số 950 người và diện tích là 9,0 km².
Castelnuovo di Farfa giáp các đô thị: Fara in Sabina, Mompeo, Montopoli di Sabina, Poggio Nativo, Salisano, Toffia.